# 新通客运专线
新通客运专线是一条连接中国内蒙古自治区通辽市与京沈高速铁路新民北站的复线电气化铁路，线路自通辽枢纽引出，经甘旗卡、彰武，引入京沈高速铁路新民北站，沿线经过新民市、彰武县、科尔沁左翼后旗和通辽市科尔沁区（部分地面路段建於電氣化後的大鄭鐵路西側），正线全长197公里，其中内蒙古境内92.4公里，辽宁境内104.5公里，设计速度目标值为时速250公里，2018年12月29日开通，成为内蒙古首条接入中国高速铁路网络的高速铁路。此線由铁道第三勘察设计院进行前期规划工作，并由中鐵九局承建，项目投资总额预估为220.1亿元，其中工程投资206.8亿元、机车车辆购置费13.3亿元，由中国铁路总公司和内蒙古自治区、辽宁省共同出资建设。

## 历史

### 规划阶段
2014年6月6日沈阳铁路局对通新高速铁路预可研进行了审查，并于同年7月8日递交中国铁路总公司。2015年5月18日，中国国家发展和改革委员会正式发布了关于同意该项目的批复。2015年12月21日，国家发改委批复可行性研究报告。

### 工程阶段
新通客运专线於2016年6月4日動工，并于2018年12月29日通車。截至2018年7月底，所有土建工程已經完成，并進行道床、軌道及架空電纜安裝工程。 

## 沿线车站
通新高速铁路沿线设新民北站、彰武站、章古台站、甘旗卡站、木里图站、通辽站6座车站及姚家窝堡、田家窝堡2个线路所。